# Beverly (Washington)
Beverly es un área no incorporada ubicada en el condado de Grant en el estado estadounidense de Washington.

## Geografía
Beverly se encuentra ubicado en las coordenadas 46°50′12″N 119°55′59″O / 46.83667, -119.93306.